# Alesi Adamovici
Alesi Adamovici (în belarusă Аляксандр (Алесь) Міхайлавіч Адамовіч, n. 3 septembrie 1927, sat Coniuhi, raionul Copâli, regiunea Minsk - d. 26 ianuarie 1994, Moscova) a fost un scriitor belarus, scenarist, teoretician al literaturii, doctor în științe filologice (1962), profesor (1971), membru corespondent al Academiei Naționale de Știință din Belarus.

## Biografie
S-a născut într-o familie de medici. În anii războiuluil a salvat de la deportare la munci în Germania, corectându-i data de naștere pentru una mai târzie. A luptat într-un detașament de partizani, a absolvit cursurile școlii medii speciale de minerit din Leninogorsk, ulterior facultatea de filologie a Universității din Minsk (1950), doctorantura (1953), cursurile de 2 ani de regie și scenografie de la Moscova (1964).
În 1954-1962 și 1967-1987 a lucrat la Institutul de literatură Ianca Cupala din Minsk (șef de secție din anul 1976). Doctor în științe filologice (1962). În anii 1962-1966 a predat la Universitatea din Moscova, dar a fost eliminat din cauza refuzului de a semna o scrisoare împotriva lui Iu. Daniel și A. Siniavschi.
În anii 1987-1994 a fost director al Institutului unional de cinematografie. Tot în acești ani a susținut activitatea politică a lui A.D. Saharov. În anul 1994 a semnat binecunoscuta scrisoare a celor 42, adresată președintelui Elțin, care îndemna la interzicerea mișcărilor și propagandei de extreme comunistă și ultranaționalistă, să inchidă un număr de gazete, cum ar fi „Deni”, „Sovetskaia Rossia”, „Literaturnaia Rossia”, „Pravda”, programul televizat „600 de secunde”,  care promovau ultranaționalizmul, șovinizmul, să se declare nelegitime sovietele,  Congresul Deputaților poporului și Sovietul Suprem din Federația Rusă, să se interzică formațiunile militare și paramilitare, ce activează pe teritoriul Federației Ruse. 
A decedat la 26 ianuarie 1994 de un infarct după ce a apărat averea Fondului literar și a Uniunii scriitorilor la Judecătoria supremă a Rusiei. Este înmormântat la Gluș, regiunea Moghiliov, Belarus.

## Opera
Adamovici este cunoscut ca critic literar (debutul în 1953), prozator (debutul din 1960) și publicist. Opera este tradusă în 21 de limbi.

### Proză
- Partizanii, roman-dilogie (partea 1- Război sub acoperișuri, partea 2- Feciorii pleacă la război-1963)
- Ultimul concediu (1969)- nuvelă despre viața intelectualilor sovietici
- Sunt dintr-un sat de foc (1977, în colborare cu Ianca Bryl și V. Kolesnic), nuvelă
- Nuvelă despre Hatîni (1971)
- Сălăii, sau viața hiperboreilor (1980)- nuvelă
- Cartea blocadei (1977-1981, în colaborare cu Daniil Granin)- acestă carte a fost cenzurată, apărând inițial în revista "Novîi Mir" în anul 1977, ulterior interzisă pînă în anul 1984, când secretarul Cregional de partid Leningrad G.V. Romanov a plecat din acest oraș spre Moscova.
- Ultima pastorală (1987)- nuvelă lirico-dramatică antimilitară.

### Scenarii
- Război sub acoperișuri (1967)
- Feciorii pleacă la război (1969)
- Sunt dintr-un sat de foc, film documentar, 1975 în colaborare cu V. Dașuc, Ianca Brîli, V. Kolesnic)
- Du-te și vezi (Иди и смотри, 1985, în colaborare cu Elem Klimov)
- Franz + Polina (2006, Rusia)

### Cărți de teorie a literaturii
- Drumul către măiestrie. Despre stilul artistic al lui N. Ciornîi (1958, în limba bielorusă)
- Cultura creației (1959)
- Devenirea genului. Romanul bielorus (1960)
- Scara prozei (1972)
- Orizonturi ale prozei bieloruse (1974)
- De departe și de aproape (1976)
- Literatura, noi și timpul (1979)
- Nu există nimic mai important. Probleme actuale ale prozei despre război (Moscova, Sovetskii Pisateli, 1985; Minsk , Nauka i Tehnica, 1987)
- Alege viața (Critică literarră, publicistică, Minsk, 1986)
- Literatura și problemele secolului (msocova, ed. Znanie, 1986)
- Să gândim până la capăt. Literatura și alarmele secolului ( M., 1988)
- Ne-am războit! Articole, cuvântări (M. Molodaia gvardia, 1990)

### Opere alese
- Opere alese, în 2 volume, Minsk, 1977
- Vixi (Am trăit) Nuvele, amintiri, meditații (M, 1994)
- Opere alese în 4 vol. (Minsk, 1981-1983)
- Am trăit (nuvele autobiografice, M., Ed. Slovo, 2000)

A publicat în nenumărate rânduri în "Literaturnaia gazeta", "Moskovskie Novosti", "Voprosî literaturî", "Znamia", "Novîi Mir", Drujba narodov, "Grani".

## Activitate obștească
- Membru al US din 1957, în anii 1986-1991- membru al conducerii US, în august 1991- secratar al conducerii, în septembrie 1991-1992- copreședinte al conducerii
- Membru al Uniunii jurnaliștilor din URSS (din 1967)
- Membru al Uniunii jurnaliștilor din URSS (din 1977)

Locțiitor al Președintelui al Comisiei URSS pentru UNESCO (din 1987)
- A fost membru al colegiilor de redacție a revistelor "Neman", Phoenix-XX, a almanahului "Detectivul și politica"

## Activitate politico-obștească
- În anii 1989-1991 a fost deputat al Poporului din URSS din partea Uniunii cinematografiștilor, membru al grupului interregional de deputați.
- A susținut activ formarea Frontului popular din Bielarus și inițiativele acestuia
- A fost copreședinte a Societății istorice de iluminare "Memorial" (din 1989), membru al biroului clubului "Tribuna Moscovei" (din 1989), membru al comitetullui de coordonare a mișcării "Aprilie" (din 1990)
- În anii 1989-1990 copreședinte a Fundației internaționale "Ajutor jertfelor Cernobîlului"

## Decorații
- Ordenul Drapelul Roșu de muncă (1987)
- Ordenul Insigna de Onoare (1977)
- Ordenul Războiului pentru Apărarea Patriei de gradul II (1985)
- Medalia "Partizan al r[zboiului pentru apărarea patriei" (1946)
- Medalia "Apărătorului Rusiei Libere" (

### Premii
- Premiul Ministerului Apărării din URSS (1974) pentru Nuvela despre Hatîni
- Premiul de Stat din Belarus ( 1976, pentru aceeași nuvelă)
- Premiul revistei Drujba narodov (1972)
- Medalia de aur a Uniunii scriitorilor în numele lui A.A. Fadeev (1983, pentru Cartea blocadei)
- Medalia Pentru demnitatea și bărbăția talentului (1997, post mortem)